# Feel It
Feel It è un singolo di musica dance pubblicato dai Tamperer featuring Maya nel 1998. Il singolo utilizza un campionamento della canzone del 1980 dei Jackson 5 Can You Feel It, e la parte vocale di Wanna Drop a House (On That Bitch) degli Urban Discharge featuring She.
Nel 1998 il singolo raggiunse la posizione numero uno nel Regno Unito, Irlanda e Belgio, la posizione numero 4 nella statunitense Billboard Hot Dance Music|Club Play, ed in generale entrò nella top 10 di quasi tutti i paesi in cui il disco fu commercializzato.

## Tracce

### CD Single francese
1. Feel It (Radio Version) - 2:56
2. Feel It (Extended Mix) - 6:25

### CD Single europeo
1. Feel It (Radio Version) - 3:24
2. Feel It (Original Version) - 5:05

### CD-Maxi
1. Feel It (Radio Edit) - 2:27
2. Feel It (Original Version) - 5:05
3. Feel In The House (Extended Mix) - 5:30

### Promo 12"
A Feel It (Sharp Master Blaster Remix) - 8:21
B1 Feel It (Dirty Rotten Scoundrels Clinical Dub) - 6:05
B2 Feel It (Sharp Master Blaster Instrumental) - 8:18

### Vinile 12"
A1 Feel It (Original Version) - 5:05
A2 Feel In The House - 5:30
B1 Feel It (Sharp Master Blaster Remix) - 8:21
B2 Feel It (Dirty Rotten Scoundrels Voyerism Vocal Remix) - 6:05

## Classifica italiana
| Posizione | 8 | 3 | 10 | 5 | 5 | 8 | 6 | 10 | 7 | 5 | 8 | 7 | 11 | 12 | 17 | 18 | 17 |

## Classifiche internazionali
| Classifiche (1998)                       | Posizione massima |
| ---------------------------------------- | ----------------- |
| UK                                       | 1                 |
| Irlanda                                  | 1                 |
| USA Billboard Hot Dance Music\|Club Play | 4                 |
| Svizzera                                 | 33                |
| Austria                                  | 18                |
| Francia                                  | 5                 |
| Paesi Bassi                              | 10                |
| Belgio                                   | 1                 |
| Svezia                                   | 20                |
| Finlandia                                | 7                 |
| Norvegia                                 | 5                 |
| Australia                                | 19                |
| Nuova Zelanda                            | 10                |